# Prawo Henry’ego
Prawo Henry’ego – zależność opisująca rozpuszczalność składnika w roztworze dla danego ciśnienia cząstkowego tego składnika nad roztworem. Została sformułowana w 1803 r. przez angielskiego chemika Williama Henry’ego .
W ogólnej postaci prawo to mówi, że cząstkowe ciśnienie par lotnego składnika roztworu jest wprost proporcjonalne do jego ilości w tym roztworze, co można opisać następująco:
{\displaystyle p_{i}=n_{i}K_{i},}
gdzie:
{\displaystyle p_{i}} – cząstkowe ciśnienie par składnika {\displaystyle i,}
{\displaystyle K} – stała proporcjonalności charakterystyczna dla składnika {\displaystyle i} w stałej temperaturze,
{\displaystyle n} – liczba moli składnika {\displaystyle i.}
Stała proporcjonalności {\displaystyle K} zwana jest również stałą Henry’ego i jest zależna od układu gaz–ciecz, rozpuszczalnika i temperatury.
Dla ilości substancji {\displaystyle i} wyrażonej w postaci ułamka molowego prawo Henry’ego przyjmuje postać:
{\displaystyle p_{i}=x_{i}K_{i},}
gdzie:
{\displaystyle x} – ułamek molowy substancji {\displaystyle i,}
{\displaystyle K} – stała wyznaczana doświadczalnie i mającą wymiar ciśnienia.
Prawo Henry’ego ma charakter liniowy w przeciwieństwie do prawa Raoulta opisującego prężność par składnika nad roztworem idealnie rozcieńczonym i jest przybliżoną zależnością eksperymentalną o charakterze izotermicznym, która jednak powinna być spełniona dla niewielkich ciśnień dowolnego układu gaz–ciecz. Równanie to zawodzi gdy mechanizm niektórych procesów związanych z rozpuszczaniem (np. dysocjacja elektrolityczna, asocjacja cząsteczek) prowadzi do nieliniowości.
Podobny charakter ma izoterma adsorpcji Henry’ego stosowana do opisu adsorpcji w fazie gazowej i ciekłej.